# Halina Adamska-Grossmanowa
Halina Adamska-Grossmanowa (ur. ok. 1905, zm. ?) – polska skrzypaczka.

## Życiorys
Urodziła się najprawdopodobniej około 1905 roku. W latach 1925–1930 uczyła w krakowskiej Szkole Muzycznej im. Władysława Żeleńskiego. Występowała jako solistka w Polskim Radiu w Krakowie. W latach trzydziestych występowała w rozgłośni warszawskiej m.in. z orkiestrą Grzegorza Fitelberga. Ze swym kwintetem grała m.in. w Hotelu Europejskim oraz brała udział w koncertach organizowanych przez „Ormuz” na terenie całego kraju. W połowie 1934 roku nagrała ze swym zespołem serię czterech płyt w Syrenie Rekord z muzyką salonową. Podczas okupacji hitlerowskiej przebywała w Krakowie. Grała w stworzonej na polecenie Hansa Franka Reprezentacyjnej Orkiestrze Generalnego Gubernatorstwa, kierowanej przez Romana Hindemitha. Po II wojnie światowej pracowała w Filharmonii Krakowskiej, później przeniosła się do Warszawy.

## Życie prywatne
Była żoną skrzypka Zygmunta Grossmana.